# Амфімар
Амфімар (дав.-гр. Ἀμφίμαρος) — персонаж давньогрецької міфології, музикант, син Посейдона, житель Беотії.
Він був батьком співака Ліна, що змагався з Аполлоном. Ліна йому народила муза Уранія, за іншою версією це була муза Калліопа.
За іншими джерелами Лін був сином Аполлона.